# Castell de la Vall d'Ariet
El castell de la Vall d'Ariet  és un castell del municipi d'Artesa de Segre declarat bé cultural d'interès nacional.
Anomenat a l'edat mitjana castell d'Ariet, es troba al cim d'un petit turó, a la part baixa de la Vall d'Ariet, a uns centenars de metres de l'església de Sant Bartomeu d'Ariet.

## Història
Les primeres notícies del terme són de l'any 1080, quan Ermengard donà al monestir de Santa Maria de Meià uns alous a la Vall d'Ariet. El probable domini de la família Meià sobre el castell no es confirma fins a l'any 1193 en el testament de Guillem de Meià on deixa a la seva germana Ermessenda i al seu fill Ramon de Cervera diversos castells, entre els quals el castell d'Ariet en franc alou. El castell romangué en poder de la família Cervera-Meià fins al darrer membre, Dolça de Cervera que el 1311 el donà, juntament amb els altres castells de la família, al seu fill Pere II d'Ayerbe el qual l'any següent permutà al rei Jaume II tots els seus béns situats a Catalunya per diversos castells d'Aragó. Tot seguit, el rei els incorporà a la corona.

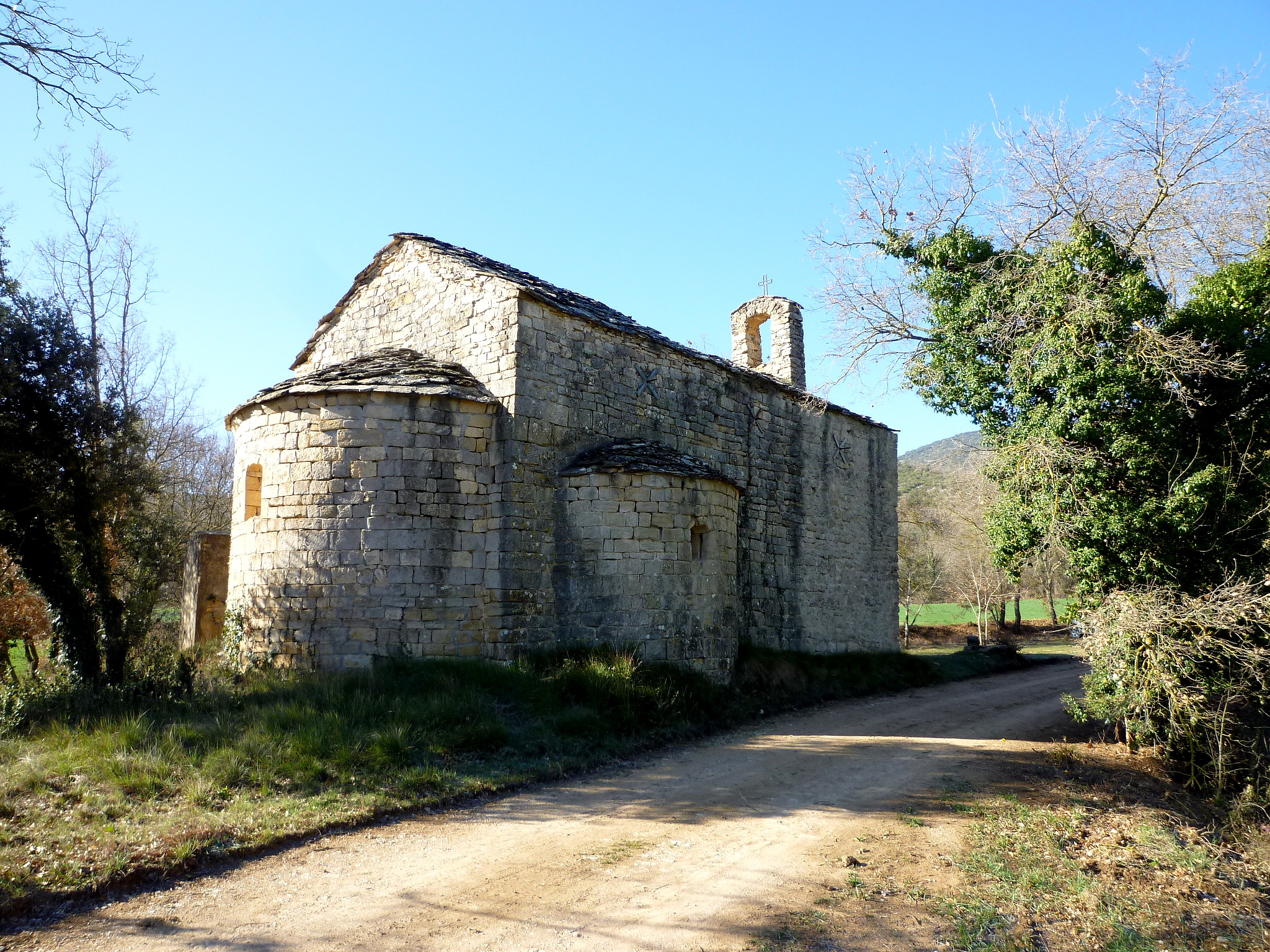
L'església de Sant Bartomeu molt a prop del castell

El castell d'Ariet seguí les mateixes vicissituds que el castell de Meià i formà part del marquesat de Camarasa de l'infant Ferran i després de l'infant Martí. L'any 1426, el rei Alfons IV aprovà la venda que dos anys enrere havia fet el seu procurador al capítol de la Seu d'Urgell. L'any 1462, a l'inici de la guerra que enfrontà Joan II a la Generalitat de Catalunya, donà la castlania d'Ariet al noble Joan de Luna però finida la guerra degué retornar al domini de la Seu d'Urgell, on romangué fins a l'extinció de les senyories jurisdiccionals el segle xix.
A mitjan segle xvii, l'historiador Roig i Jalpí (1524-1691) escrigué: «En la parroquia de Iriet hay una Torre grande, alta i quadrada, inhabitable, con algunos vestigios que denotan haber habido en este puesto, fortaleza».

## Arquitectura
La fortificació medieval era una construcció de planta lleugerament rectangular. Fou aprofitada en època moderna per a ser part d'una masia fet que provocà, segurament, la destrucció parcial de la paret nord-est. Abandonada la masia, s'ha ensorrat tot el costat nord-oest i una part del mur nord-occidental del castell. Es conserva, doncs, el mur sud-oest, de 5 m de llargària a l'exterior, i bona part del mur sud-est que devia tenir una llargada d'uns 5,7 m. El gruix de la paret és de 90 cm a la part baixa. L'alçària exterior del mur sud-oest és de 9 m. A l'interior veiem tres nivells; l'inferior, cobert per un trespol de fusta; el principal d'uns 2 m i el superior, d'uns 2,5 m que coincideix amb un aprimament del mur d'uns 30 cm.
L'aparell constructiu és fet de carreus més o menys treballats de mida mitjana (15 cm X 30 cm), ben arrenglerats, units amb morter de calç de mala qualitat. A la part baixa hi ha algun carreu més gran i algun de col·locat verticalment. La datació d'aquesta construcció s'establiria cap al segle xii o XIII, i es pot relacionar amb cases fortes o castells de la baixa noblesa, com la casa forta de Vallfarines o els castells de Cabrera i fins i tot Figuerola.